# Żanna Słoniowska

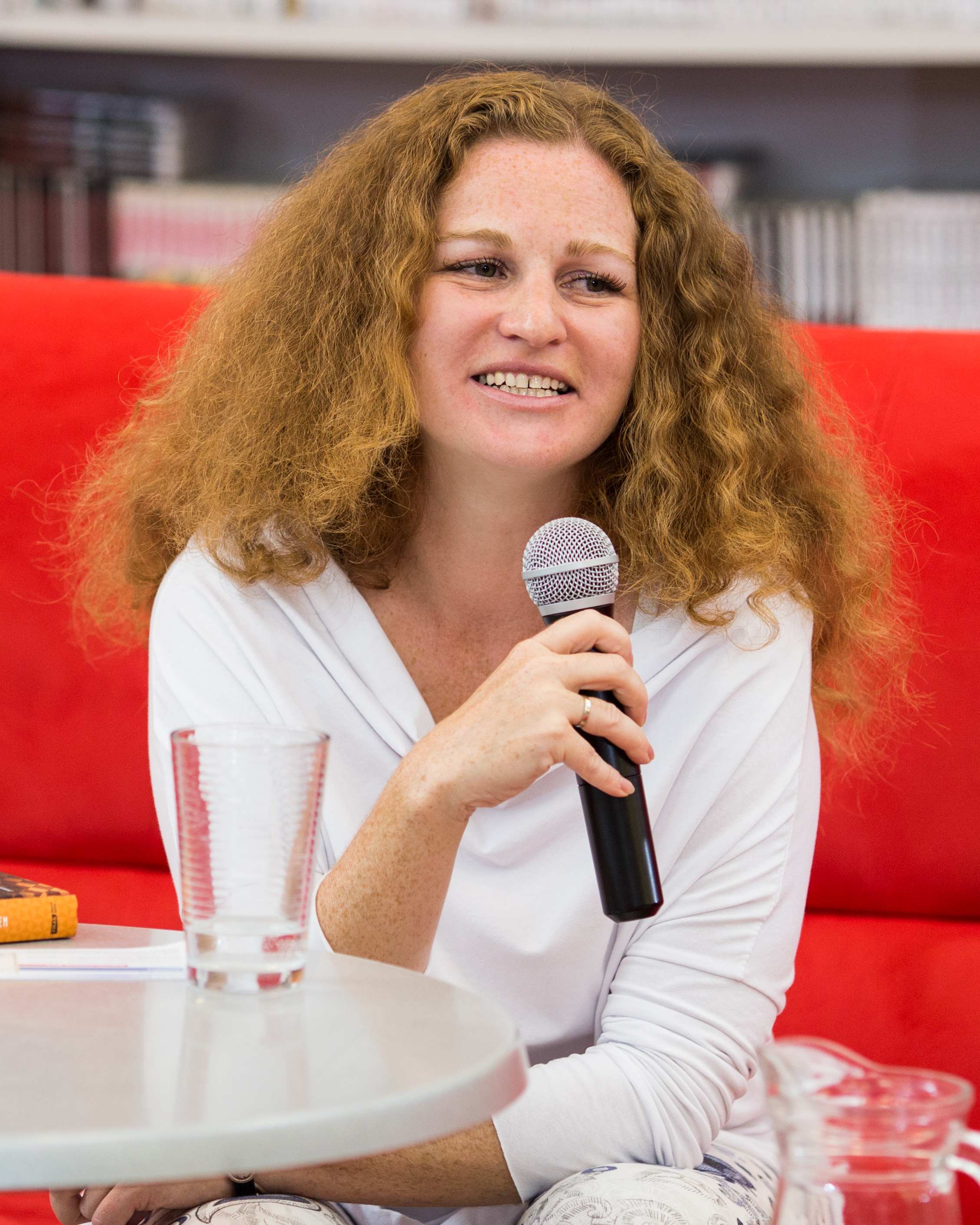
Żanna Słoniowska

Żanna Słoniowska (ukrainisch Жанна Слоньовська Schanna Slonjowska; wiss. Transliteration Žanna Slon’ovs’ka * 1978 in Lwiw, Ukrainische SSR) ist eine ukrainisch-polnische Schriftstellerin, Journalistin und Übersetzerin.

## Biographie
Żanna Słoniowska studierte nach dem Schulabschluss an der Ukrainischen Druckakademie in Lwiw. Anschließend arbeitete sie kurze Zeit an der örtlichen unabhängigen Fernsehanstalt NTA, bevor dieser 2003 nach Kiew zog. 2002 zog sie nach Polen. Zunächst lebte sie in Warschau, um dort in Sozialwissenschaften zu promovieren. Bald aber zog es sie nach Krakau, wo sie seither als Schriftstellerin, Journalistin und Übersetzerin (ukrainisch-russisch-polnisch) lebt.

## Werk
Słoniowska veröffentlichte vier Bücher. Als Liebhaberin der Geschichte Lembergs veröffentlichte sie als erstes einen Fotoband über das Vorkriegs-Lemberg, der 2013 in Warschau erschien. 2015 folgte ihr erster Roman Das Licht der Frauen (Dom z witrażem), der einem 1912 im Stadtzentrum Lembergs gebauten Haus und seinen Bewohnerinnen insbesondere in der Endphase der Sowjetzeit gilt. Sie verfasste ihn auf Polnisch. Für dieses Buch erhielt sie mehrfach Auszeichnungen; es wurde in mittlerweile fünf Sprachen übersetzt. 2019 folgte ihr zweiter Roman Wyspa (Insel), 2022 veröffentlichte sie den illustrierten Band Owwa! Ukraina dla dociekliwych (Owwa! Ukrainisch für Neugierige) über die Kultur der Ukraine.

## Auszeichnungen
- Znak-Preis für die beste Novelle (2015)
- Conrad-Preis für Nachwuchsautoren (2016)[1]

## Publikationen
- Przedwojenny Lwów. Najpiękniejsze fotografie. Warschau, Wydawnictwo RM, 2013. ISBN 978-83-7773-053-9.
- Dom z witrażem. Krakau, Znak, 2015. ISBN 978-83-240-2684-5. 2. Auflage 2022.
  - Дім з вітражем. Lwiw, Verlag des Alten Löwen, 2015, ISBN 978-617-679-155-3.
  - The House with the Stained-Glas Window. MacLehose Press, 2017. ISBN 978-0857057136.
  - Une ville à cœur ouvert. Paris, Delcourt, 2018.  ISBN 978-2-4130-0179-9.
  - Das Licht der Frauen. Aus dem Polnischen von Olaf Kühl. Zürich, Kampa Verlag, 2018. ISBN 978-331-110-003-4.
  - Una vidriera en Leópolis. Übersetzt von Marta Rebón. Madrid, AlianzaLit, 2022. ISBN 978-841-148-029-1.
- Wyspa. Kraków, Wydawnictwo Znak Literanova, 2019, ISBN 978-83-240-6988-0.
- Owwa! Ukraina dla dociekliwych. Wyd. Dwie siostry. Warschau 2022, ISBN 978-83-8150-207-8.